# 国道31号

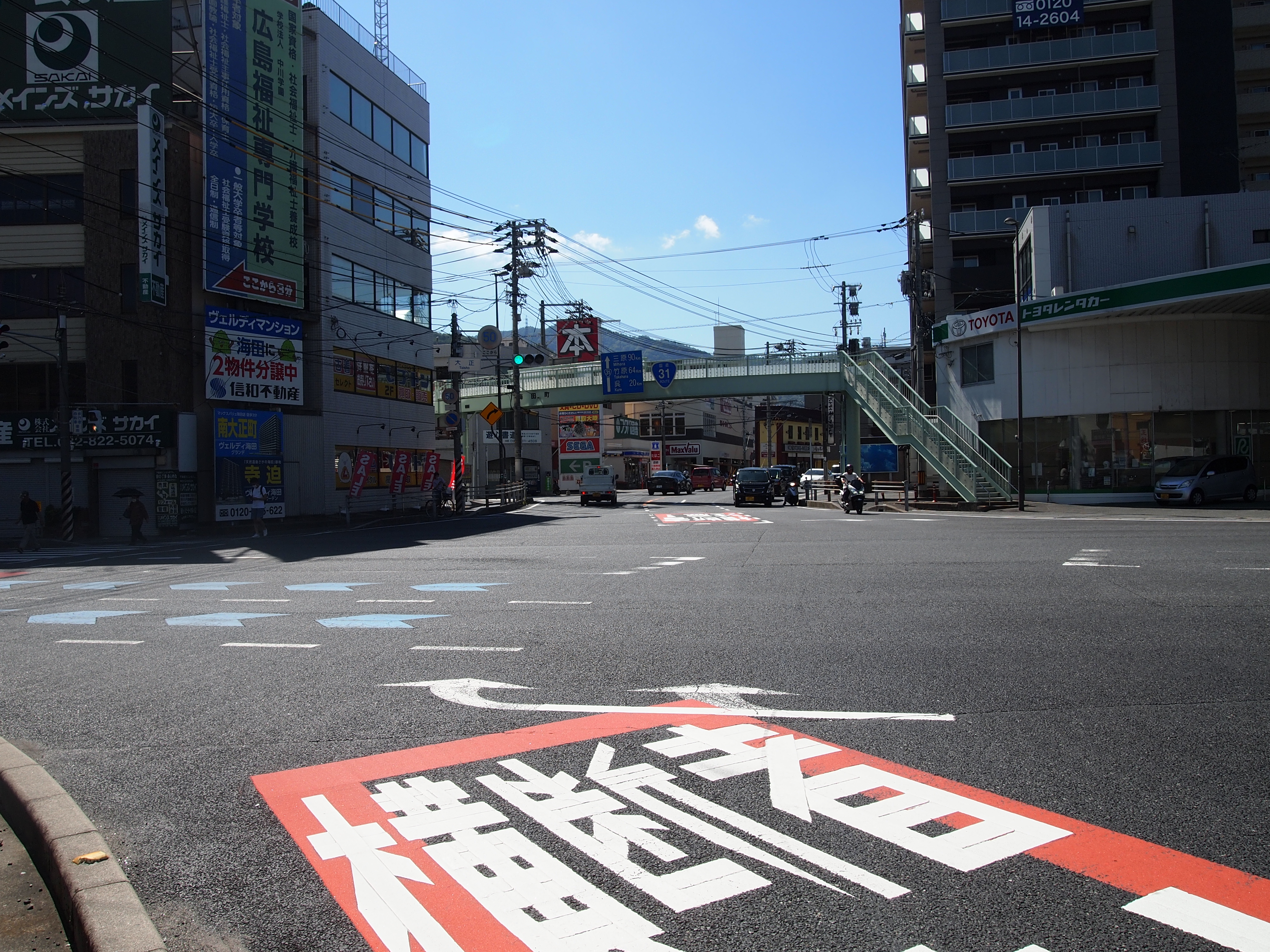
大正交差点、31号の起点、呉方面を撮影（広島県安芸郡海田町）

国道31号（こくどう31ごう）は、広島県安芸郡海田町から呉市に至る一般国道である。

## 概要
広島県安芸郡海田町を起点として国道2号の大正交差点より分岐して広島湾岸に沿って南下し、呉市本通二丁目の本通二丁目交差点で国道185号に接続する延長約35 kmの一般国道の路線で、主な通過地は、広島市安芸区、安芸郡坂町、呉市吉浦本町である。現道のほとんどの区間は、広島湾岸沿いやJR西日本呉線に沿って走る。並行する広島呉道路（仁保JCT - 呉IC）は、国道31号の有料バイパス道路である。
海田と呉を結ぶ道路は、呉に旧日本海軍の鎮守府が置かれていたため、軍事上の重要な道路として明治時代より国道に指定され、1952年（昭和27年）の道路法改正から13年間は一級国道に指定されていた経緯を持つ。

### 路線データ
一般国道の路線を指定する政令に基づく起終点および重要な経過地は次のとおり。
- 起点：広島県安芸郡海田町（南堀川町1315番3、大正交差点 = 国道2号交点、広島県道164号広島海田線終点）
- 終点：呉市（本通二丁目1番15、本通二丁目交差点[3] [出典無効]= 国道185号、国道487号起点）[4]
- 重要な経過地：広島市
- 総延長 : 35.5 km（広島県 33.0 km、広島市 2.6 km）[5][注釈 3]
- 重用延長 : なし[5][注釈 3]
- 未供用延長 : なし[5][注釈 3]
- 実延長 : 35.5 km（広島県 33.0 km、広島市 2.6 km）[5][注釈 3]
  - 現道 : 35.5 km（広島県 33.0 km、広島市 2.6 km）[5][注釈 3]
  - 旧道 : なし[5][注釈 3]
  - 新道 : なし[5][注釈 3]
- 指定区間：広島県安芸郡海田町南堀川町1315番3 - 呉市本通二丁目1番15（全線）[6]

## 歴史
海田と呉とを結ぶ国道の起源は、1887年（明治20年）7月8日に「國道表」に追加された国道46号「東京より呉鎮守府に達する路線」である。この路線は、現在の国道1号および国道2号を経由し、海田で分岐して呉に至るもので、海田以降は今日の国道31号と同じルートで、広島湾東側の海岸線に沿って広い道幅が確保されていた。同時に、各地の鎮守府（横須賀、佐世保）に至る道路が国道に編入されている。現在の国道31号の終点になっている呉は、背後に山々を背負い、複雑な瀬戸内海の島々に囲まれているところから軍事機密を保つための好適地とみなされ、1886年（明治19年）に海軍の軍事拠点である鎮守府が置かれ、1903年（明治36年）には海軍工廠が建設されている。
海軍の街として発展してきた呉は、1945年（昭和20年）3月から7月にかけて度重なる空襲に遇い、呉軍港に停泊中の多くの軍艦が沈められ、港としての機能が壊滅。同年8月、終戦を迎えた。戦後は呉鎮守府が廃止されたが、自衛隊基地や在日米軍基地、造船業や製鉄業の工場など、海軍の街としての面影は残した。
かつて安芸郡坂町から呉市天応町にかけて「中央線変移区間」（リバーシブルレーン）が設けられ3車線の道路となっており、中央の車線は午前は広島方面、午後は呉方面の車が通行するように設定されていたが、1996年（平成8年）にバイパスの広島呉道路が完成したことで廃止され同区間は片側1車線の道路となっている。同区間に複数ある、「駐車禁止」や「制限速度50」の幕式可変標識が取り付けられている門型の構造物は当時の名残であり、当時はこの可変表示機に「中央線↓」「ここから（2）車線」などの表示がなされていた。
2018年（平成30年）7月6日に発生した平成30年7月豪雨で、7が所で土砂流入が発生。その他の呉市周辺道路も被災し、物資不足の状態に陥ったが、同月12日に水尻での迂回路が完成し全線復旧した。

### 年表
- 1920年（大正9年）施行の旧道路法に基づく路線認定では、いわゆる「明治国道」であった旧国道46号から、軍事路線としての性格をそのままに、国道32号「東京市より呉鎮守府所在地（呉市）に達する路線」となった。
- 1952年（昭和27年）12月4日 - 新道路法に基づく路線指定で、いわゆる「大正国道」だった旧国道32号は、一級国道として国道の地位を保つこととなり、「一級国道31号」（広島県安芸郡海田市町（現：安芸郡海田町） - 広島県呉市）として指定された[7]。
- 1965年（昭和40年）4月1日 - 道路法改正によって一級・二級の別がなくなり「国道31号」となった。

## 路線状況

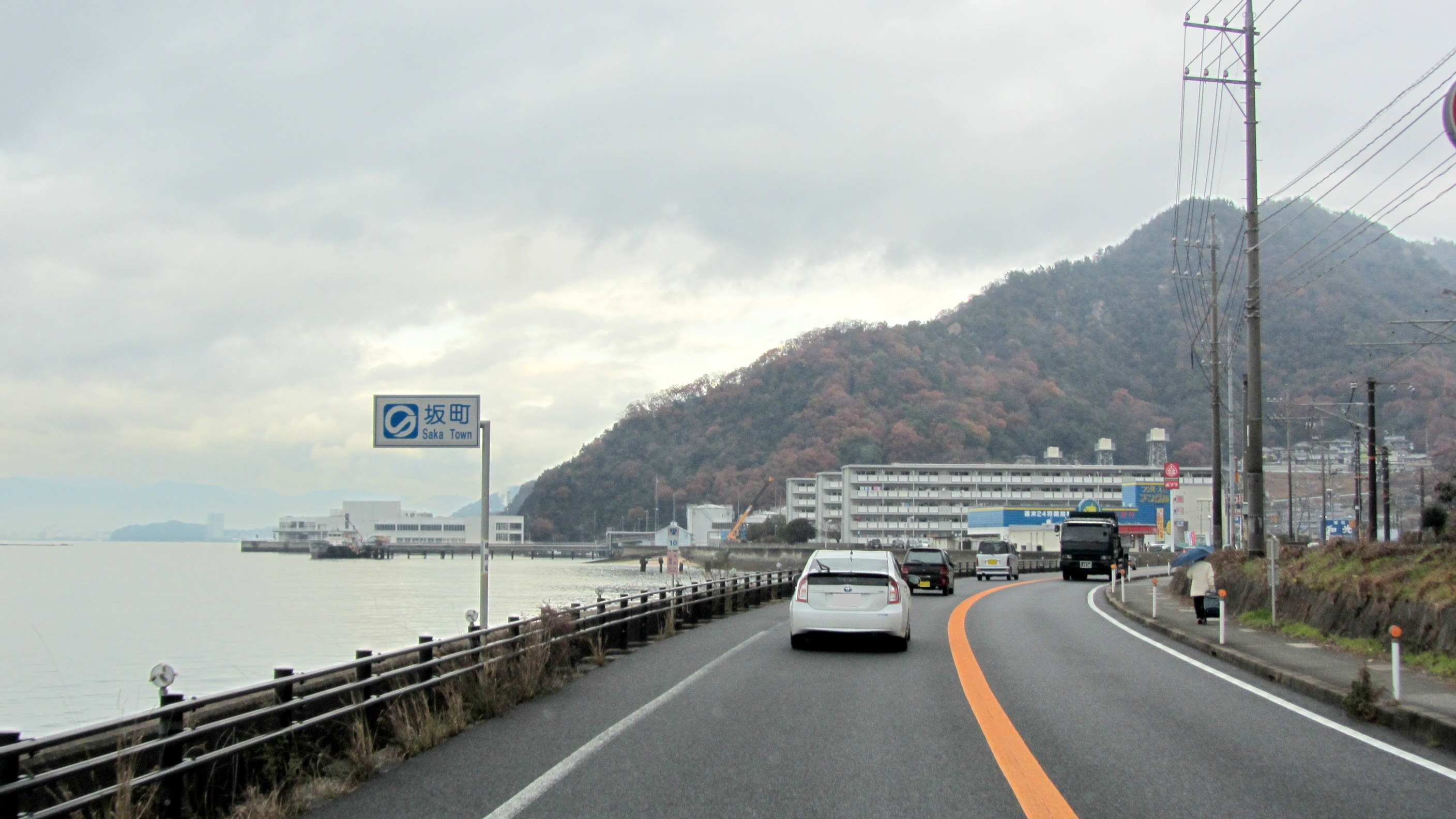
広島県安芸郡坂町
（2012年12月）

広島湾の海沿いに道路が走っており、現道は海岸線寄りで瀬戸内海の島々を眺めながら走ることが出来る。バイパスの広島呉道路は、内陸寄りで現道に並行しており、トンネルも多い。

### 有料道路
- 広島呉道路

### 重複区間
- 国道487号（呉市本通1丁目・本通一丁目交差点 - 呉市本通2丁目・本通二丁目交差点[4]（終点））

### 道路施設

#### 橋梁
- 矢野川橋（矢野川、広島市安芸区）
- 小屋浦橋（天地川、安芸郡坂町）
- 大屋橋（大屋大川、呉市）
- 二河大橋（二河川、呉市）
- 昭和橋（堺川、呉市）

#### トンネル

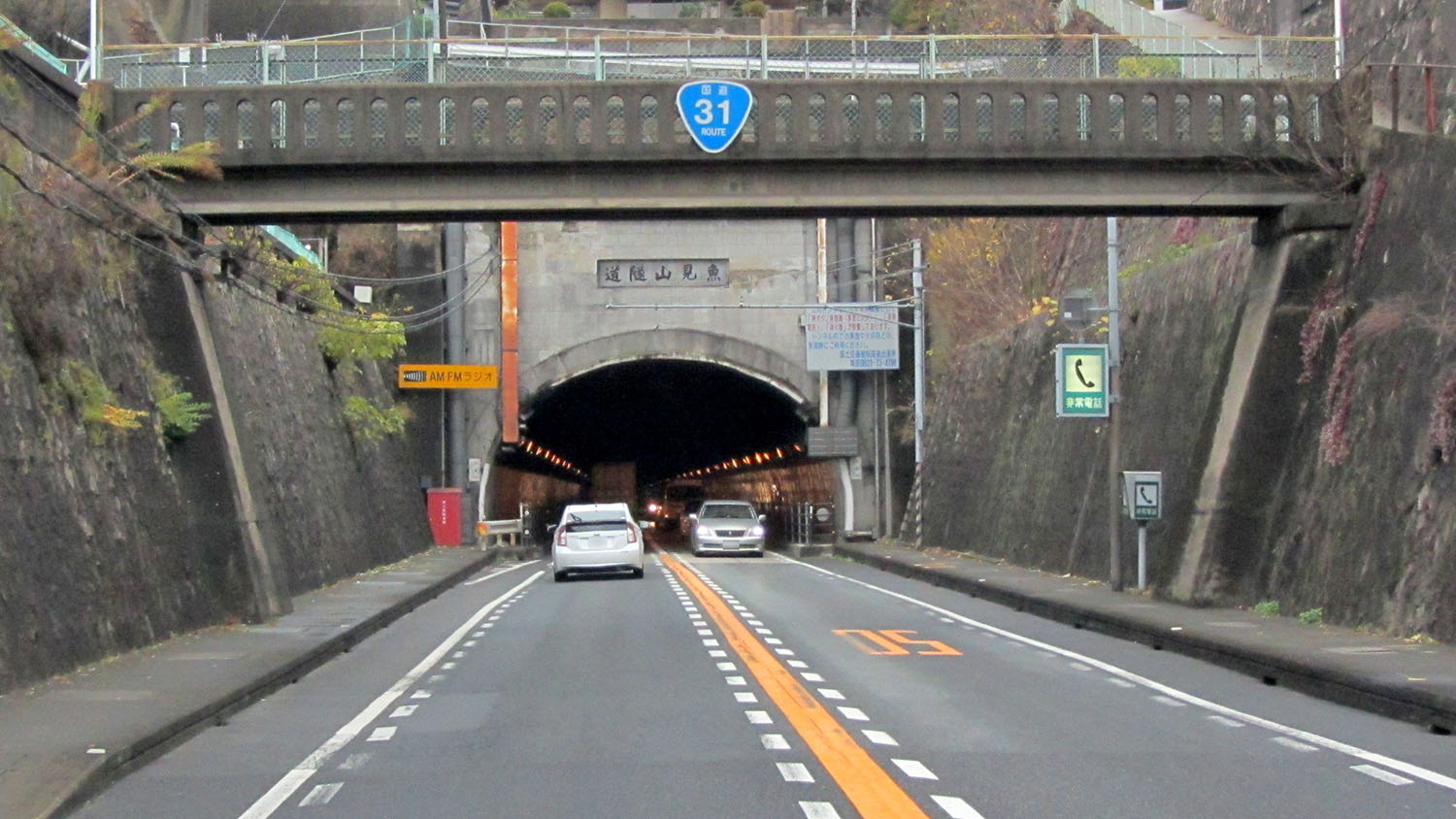
魚見山隧道付近（2012年12月）
広島県呉市海岸4丁目

- 天応隧道：延長43 m、1938年（昭和13年）竣工、呉市
- 猪山隧道：延長58 m、1935年（昭和10年）竣工、呉市
- 吉浦隧道：延長283 m、1935年（昭和10年）竣工、呉市
- 魚見山隧道：延長860 m、1947年（昭和22年）竣工、呉市

### 交通量
24時間交通量（台） 道路交通センサス
| 観測地点                | 平成17（2005）年度 | 平成22（2010）年度 |
| ----------------------- | ------------------ | ------------------ |
| 安芸郡坂町平成ケ浜1丁目 | 29,497             | 23,452             |
| 安芸郡坂町北新地2丁目   | 27,874             | 18,433             |
| 安芸郡坂町小屋浦1丁目   | 25,390             | 11,146             |
| 呉市三条1丁目           | 24,150             | 15,403             |

（出典：「平成22年度道路交通センサス」（国土交通省ホームページ）より一部データを抜粋して作成）
平成22年度の調査において、並行する広島呉道路では全線で高速道路無料化社会実験が行われていた。

## 地理

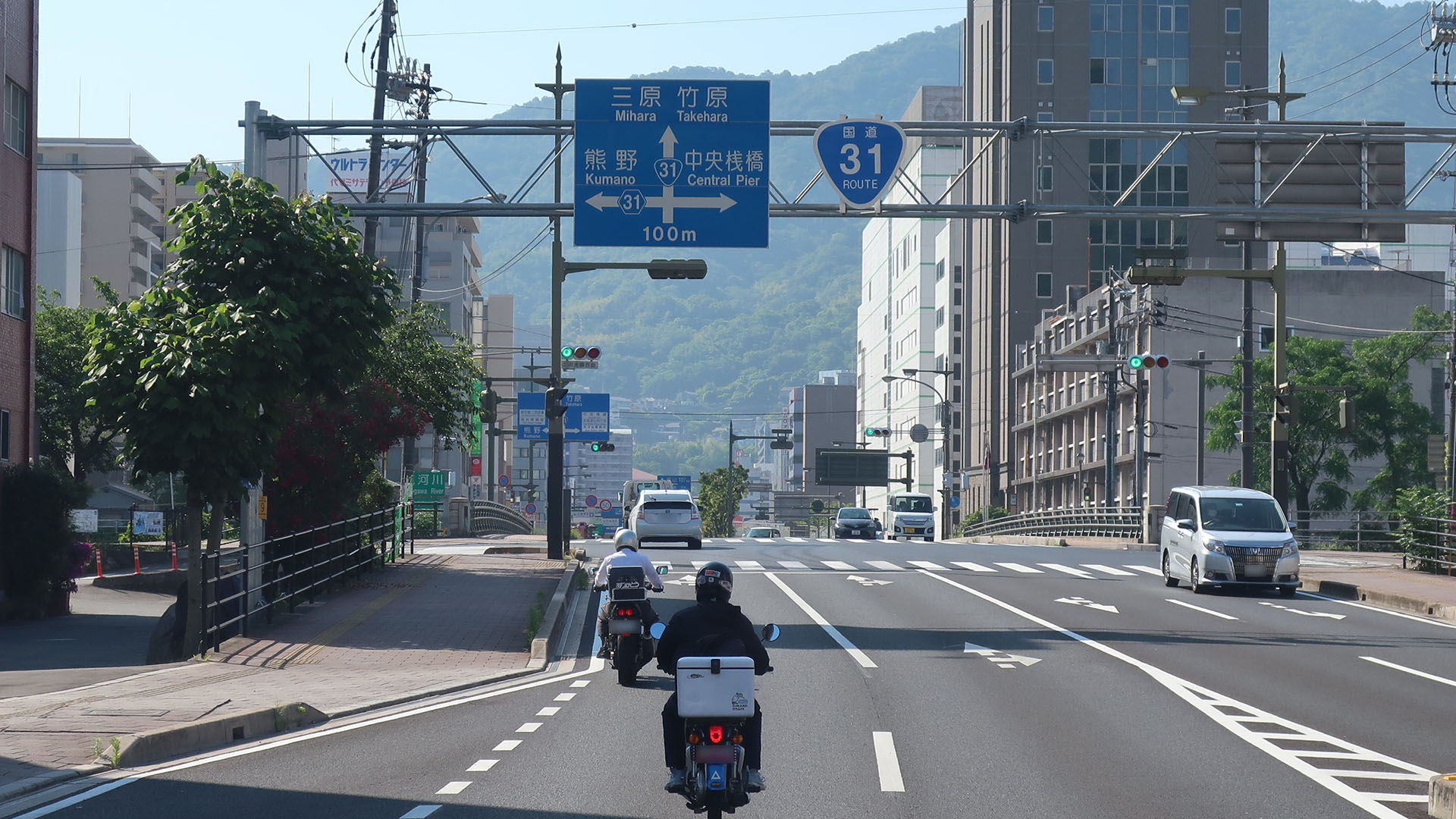
広島県呉市三条3丁目
（2020年6月撮影）

### 通過する自治体
- 広島県
  - 安芸郡海田町 - 広島市（安芸区） - 安芸郡坂町 - 呉市

### 交差する道路
広島呉道路については同項目参照。
| 交差する道路                        | 市町村名 | 市町村名 | 交差する場所                                 | 交差する場所                          |
| ----------------------------------- | -------- | -------- | -------------------------------------------- | ------------------------------------- |
| 国道2号 広島県道164号広島海田線     | 安芸郡   | 海田町   | 大正町                                       | 大正交差点 / 起点                     |
| 国道2号 / 安芸バイパス              | 安芸郡   | 海田町   | 南堀川町                                     | 新海田（北）交差点                    |
| 国道2号 / 安芸バイパス              | 安芸郡   | 海田町   | 南堀川町                                     | 新海田（南）交差点                    |
| 広島県道276号矢野海田線             | 安芸郡   | 海田町   | 南堀川町                                     | 東部流通団地入口北交差点              |
| 広島県道34号矢野安浦線              | 広島市   | 安芸区   | 矢野西2丁目                                  | 細越交差点                            |
| 広島県道275号坂小屋浦線             | 安芸郡   | 坂町     | 平成ヶ浜2丁目                                | 坂駅北口交差点                        |
| E31 広島呉道路                      | 安芸郡   | 坂町     | 横浜中央1丁目                                | 坂インター交差点 2-1 坂北IC           |
| E31 広島呉道路                      | 安芸郡   | 坂町     | 植田1丁目                                    | 坂南インター入口交差点 2-2 坂南IC     |
| 広島県道275号坂小屋浦線             | 安芸郡   | 坂町     |                                              | 小屋浦橋交差点                        |
| E31 広島呉道路                      | 呉市     | 呉市     | 天応伝十原町（てんのうでんじゅうばらちょう） | 呉ポートピア駅西口交差点 3-1 天応西IC |
| E31 広島呉道路 広島県道66号呉環状線 | 呉市     | 呉市     | 天応宮町                                     | 大屋橋東詰交差点 3-2 天応東IC         |
| 広島県道278号焼山吉浦線             | 呉市     | 呉市     | 吉浦本町1丁目                                | 吉浦駅前交差点                        |
| 広島県道31号呉平谷線                | 呉市     | 呉市     | 西中央1丁目                                  | 二河大橋東詰交差点                    |
| 広島県道242号呉港線                 | 呉市     | 呉市     | 中央1丁目                                    | 昭和橋西詰交差点                      |
| 国道487号 重複区間起点              | 呉市     | 呉市     | 本通1丁目                                    | 本通一丁目交差点                      |
| 国道185号 国道487号 重複区間終点    | 呉市     | 呉市     | 本通2丁目                                    | 本通二丁目交差点 / 終点               |

### 交差する鉄道
- 呉線

## その他
- 広島出身の吉川晃司は、この路線にちなんだ「ROUTE31」という曲を歌っている[11]。
- かつてこの路線の下には太田川流域の戸坂浄水場から呉市へ上水を送る水道管が通っていた。これは戦中に整備された軍用水道「呉鎮守府水道」を起源とするもので1980年代まで利用されていたが老朽化に伴い廃止されている[要出典]。